# Friedrich August Vitzthum von Eckstädt
Friedrich August Graf Vitzthum von Eckstädt (* 12. Juni 1765 in Dresden; † 5. März 1803 ebenda) war ein kurfürstlich-sächsischer Kammerherr und Obersteuereinnehmer.

## Leben
Er stammte aus der 1711 in den Grafenstand erhobenen Linie des thüringischen Adelsgeschlechts Vitzthum von Eckstädt und war der zweite Sohn von Ludwig Siegfried Graf Vitzthum von Eckstädt (1716–1777) und dessen zweiter Ehefrau, der aus Ober-Oelsa stammenden Auguste Erdmuthe von Ponickau und Pilgram (1738–1775). Sein jüngerer Bruder war Heinrich Carl Wilhelm Graf Vitzthum von Eckstädt. Gemeinsam mit seinen Geschwistern wuchs er in der sächsischen Residenzstadt Dresden auf und schlug wie viele seiner Familienmitglieder eine Verwaltungslaufbahn im Dienst der Wettiner ein, in der er bis zum Kammerherrn und Obersteuereinnehmer im Kurfürstentum Sachsen aufstieg.
Nach dem Tod seiner leiblichen Mutter heiratete sein Vater 1776 Amalia Sybilla Eleonora von Stammer (1749–1795), die zu seiner Stiefmutter wurde.
1786 erbte er beim kinderlosen Tod seines Onkels, des Generalleutnants Johann Friedrich Graf Vitzthum von Eckstädt gemeinsam mit seinen zwei noch am Leben befindlichen Brüdern dessen Gut Tiefensee im Amt Bitterfeld. Im Jahre 1791 überließen ihm seine Brüder das Gut Tiefensee allein, nachdem er sie dafür ausgezahlt hatte.
Am 15./17. Februar 1792 verkaufte er sein kanzleischriftsässiges Lehn- und Rittergut Tiefensee samt dem Dorf Lindenhayn und dem Vorwerk Brösen an Caroline Wilhelmine von Einsiedel geborene Winckler, die Ehefrau von Hans von Einsiedel auf Schönfeld. 1794 verkaufte sie dieses Gut weiter an den Leipziger Kaufmann Christian Gottlob Hillig.
Ferner war Friedrich August Graf Vitzthum von Eckstädt Majoratsherr auf Lichtenwalde und Auerswalde sowie Erbherr auf Wölkau und Reibitz.